# Guerra de 1863
A Guerra de 1863 foi um conflito travado entre El Salvador e Guatemala de 23 de fevereiro de 1863 a 26 de outubro de 1863.
O presidente guatemalteco Rafael Carrera tentou derrubar o presidente salvadorenho Gerardo Barrios, citando seus ataques à Igreja Católica em El Salvador durante sua presidência como justificativa. Barrios foi deposto em 26 de outubro de 1863 e substituído por um político conservador, Francisco Dueñas, encerrando a guerra.

## Antecedentes
Em 12 de março de 1859, o general Gerardo Barrios depôs o presidente salvadorenho José María Peralta e declarou-se presidente de El Salvador. O golpe e a ascensão de Barrios ao poder fizeram com que muitos políticos conservadores fugissem para a Guatemala em busca de segurança.

### Rivalidade Barrios-Carrera
O presidente da Guatemala, Rafael Carrera, era um político conservador, enquanto Barrios era um político liberal e ambos governaram como ditadores de seus respectivos países. Barrios aprovou uma legislação anticlerical em El Salvador para diminuir o poder e a influência da Igreja Católica, enquanto Carrera fez acordos com a Igreja para expandir sua influência e manter seus privilégios.
Carrera inicialmente apoiou Barrios acreditando que um governante forte em El Salvador seria do seu interesse, até mesmo visitando San Salvador de dezembro de 1860 a janeiro de 1861 para melhorar as relações. No entanto, nos anos seguintes, Barrios começou a atacar Carrera chamando-o de "selvagem", enquanto os jornais guatemaltecos atacavam a "foleirice e pomposidade" de Barrios. Mais tarde, os guatemaltecos rotularam a guerra como uma guerra religiosa, quando na verdade era uma guerra política e ideológica. Os bispos salvadorenhos, no entanto, apoiaram os guatemaltecos no conflito, assim como os conservadores salvadorenhos.

## Guerra

### Batalha de Coatepeque
Em 1862, Carrera iniciou planos para derrubar Barrios do poder e instalar um conservador como presidente. Em 13 de fevereiro de 1863, Carrera invadiu El Salvador. Ele assumiu o controle dos assentamentos de Ahuachapán, Chalchuapa e Santa Ana, estabelecendo posteriormente uma sede em Jesús de los Milagros de Coatepeque.
Em 22 de fevereiro, os salvadorenhos, liderados por Barrios, se entrincheiraram na cidade de Coatepeque e se prepararam para a batalha. Após dois dias de batalha, os salvadorenhos venceram e obrigaram os guatemaltecos a recuar.

### Cerco de São Salvador
Após sua derrota inicial, Carrera invadiu El Salvador pela segunda vez em 19 de junho de 1863. Durante a invasão, muitos salvadorenhos desertaram e se recusaram a participar da guerra ou se juntaram aos guatemaltecos, principalmente o general Santiago González, que serviu sob o comando de Barrios durante a Batalha de Coatepeque. Políticos conservadores salvadorenhos, como Francisco Dueñas, também apoiaram os guatemaltecos.
Em 30 de setembro, iniciou um cerco à capital salvadorenha, San Salvador. Carrera ordenou um cessar-fogo de San Salvador para se submeter e, após um mês de cerco, a capital caiu em 26 de outubro. Barrios fugiu da cidade e foi para o leste, para San Miguel, depois disso, Dueñas foi declarado presidente de El Salvador. A queda de San Salvador marcou o fim da guerra.

## Consequências
Carrera morreu em 14 de abril de 1865. Barrios fugiu para o exílio na Nicarágua, mas foi preso em 27 de julho de 1865 e extraditado para El Salvador. Ele foi levado à corte marcial em 10 de agosto e condenado à morte em 28 de agosto. Barrios foi executado por um pelotão de fuzilamento em 29 de agosto de 1865.